# Aung La Nsang
Aung La Nsang (in birmano: အောင်လအန်ဆန်း; Myitkyina, 21 maggio 1985) è un artista marziale misto birmano.
Combatte nella categoria dei pesi medi e in quella dei mediomassimi per l'organizzazione singaporiana ONE.
Ha cominciato la propria carriera nelle arti marziali miste nel 2005, militando in federazioni minori quali TFC, KOTC e CFC. Successivamente ha fatto parte delle promozioni ROC, Bellator MMA e CFFC, per poi essere ingaggiato da ONE. Affermatosi tra i principali volti dell'azienda di Singapore, il 30 giugno 2017, con la conquista del titolo dei pesi medi ONE, è divenuto il primo lottatore birmano a vincere un campionato mondiale nelle arti marziali miste, mentre il 23 febbraio 2018, appropriandosi della cintura dei pesi mediomassimi, è diventato il secondo nella storia della promozione a possedere contemporaneamente due titoli mondiali (dopo Martin Nguyen).

## Biografia
Nasce il 21 maggio 1985 a Myitkyina all'interno di una famiglia di etnia kachin. Frequenta la Scuola internazionale di Yangon, prima di trasferirsi negli Stati Uniti d'America nel 2003 per studiare scienze agrarie all'Università Andrews di Berrien Springs. Laureatosi nel 2007, successivamente trova lavoro come apicoltore, prima di compiere il proprio ingresso nelle arti marziali miste.
Il 9 novembre 2018 è stato nominato ambasciatore WWF in Birmania.

### Vita personale
Dal 2014 è sposato con Katherine Oliphant, con la quale ha un figlio, Aung De.
Noto per le sue generose donazioni, Aung è coinvolto in numerose attività caritatevoli in tutta la Birmania.

## Carriera nelle arti marziali miste

### ONE Championship
Il record di 15-9 di Nsang composto da soli incontri terminati con una finalizzazione attira la promozione singaporiana ONE che mette sotto contratto l'atleta birmano agli inizi del 2014. Esordisce il 14 giugno 2014 mettendo KO l'egiziano Mahmoud Salama in una sola ripresa.
Dopo un'assenza di quasi due anni torna nel marzo 2016, concludendo poi l'annata con un bottino di tre vittorie in altrettanti incontri. Nel gennaio 2017 è scelto come sostituto del polacco Marcin Prachnio, costretto a dare forfeit per infortunio, contro il campione dei pesi medi Vitalij Bigdaš: presentatosi nella gabbia in condizioni fisiche non ottimali, il birmano viene nettamente sconfitto per decisione unanime dei giudici di gara. Aung ha comunque occasione di rifarsi nella loro rivincita avvenuta cinque mesi dopo, riuscendo a convincere dopo cinque riprese i giudici di gara, che in quest'occasione si schierano dalla parte dell'asiatico. Tale successo lo rende il primo lottatore birmano a vincere un titolo mondiale nelle arti marziali miste.
L'ottimo periodo di forma di Aung prosegue anche negli anni successivi con una serie di successi – inclusi il primo incontro openweight nella storia di ONE contro Ngalani, la conquista del titolo nei pesi mediomassimi e il memorabile match contro il giapponese Hasegawa – che contribuiscono a renderlo uno dei principali volti della promozione singaporiana. Con la seconda cintura mondiale il birmano diventa tra l'altro il secondo nella storia della promozione a possedere contemporaneamente due titoli mondiali, dopo l'australiano Nguyen (campione dei pesi piuma e dei leggeri tra il 2017 e il 2018).
Il 13 ottobre 2019, in occasione del 100º evento ONE tenutosi a Tokyo, ottiene la vittoria più importante in carriera difendendo il titolo dei mediomassimi dall'assalto del campione dei pesi massimi Brandon Vera, fermato al secondo round per KO tecnico.
Nel luglio 2020, durante la pandemia di COVID-19, il lottatore birmano annuncia di essere risultato positivo al SARS-CoV-2.

## Risultati nelle arti marziali miste
| Risultato | Record    | Avversario        | Metodo                                 | Evento                                         | Data             | Round | Tempo | Città               | Note                                                                               |
| --------- | --------- | ----------------- | -------------------------------------- | ---------------------------------------------- | ---------------- | ----- | ----- | ------------------- | ---------------------------------------------------------------------------------- |
| Vittoria  | 26-10 (1) | Brandon Vera      | KO tecnico (pugni)                     | ONE Championship 100: Century Part 2           | 13 ottobre 2019  | 2     | 3:23  | Tokyo, Giappone     | Difende il titolo dei pesi mediomassimi ONE.                                       |
| Vittoria  | 25-10 (1) | Ken Hasegawa      | KO tecnico (pugni)                     | ONE Championship 92: A New Era                 | 31 marzo 2019    | 2     | 4:41  | Tokyo, Giappone     | Difende il titolo dei pesi medi ONE.                                               |
| Vittoria  | 24-10 (1) | Mohammad Karaki   | KO tecnico (pugni)                     | ONE Championship 82: Pursuit of Greatness      | 26 ottobre 2018  | 1     | 2:21  | Yangon, Birmania    | Difende il titolo dei pesi medi ONE.                                               |
| Vittoria  | 23-10 (1) | Ken Hasegawa      | KO (pugno)                             | ONE Championship 75: Spirit of a Warrior       | 29 giugno 2018   | 5     | 3:13  | Yangon, Birmania    | Difende il titolo dei pesi medi ONE. Bonus ONE Warrior per "incontro della serata" |
| Vittoria  | 22-10 (1) | Alexandre Machado | KO tecnico (calcio alla testa e pugni) | ONE Championship 68: Quest for Gold            | 23 febbraio 2018 | 1     | 1:24  | Yangon, Birmania    | Vince il titolo dei pesi mediomassimi ONE.                                         |
| Vittoria  | 21-10 (1) | Alain Ngalani     | Sottomissione (ghigliottina)           | ONE Championship 62: Hero's Dream              | 3 novembre 2017  | 1     | 4:31  | Yangon, Birmania    | Incontro openweight.                                                               |
| Vittoria  | 20-10 (1) | Vitalij Bigdaš    | Decisione (unanime)                    | ONE Championship 56: Light of a Nation         | 30 giugno 2017   | 5     | 5:00  | Yangon, Birmania    | Vince il titolo dei pesi medi ONE.                                                 |
| Sconfitta | 19-10 (1) | Vitalij Bigdaš    | Decisione (unanime)                    | ONE Championship 51: Quest for Power           | 14 gennaio 2017  | 5     | 5:00  | Giacarta, Indonesia | Per il titolo dei pesi medi ONE.                                                   |
| Vittoria  | 19-9 (1)  | Michał Pasternak  | Decisione (unanime)                    | ONE Championship 48: State of Warriors         | 7 ottobre 2016   | 3     | 5:00  | Yangon, Birmania    |                                                                                    |
| Vittoria  | 18-9 (1)  | Aleksei Butorin   | Sottomissione (triangolo di braccio)   | ONE Championship 44: Dynasty of Champions      | 2 luglio 2016    | 2     | 1:57  | Hefei, Cina         |                                                                                    |
| Vittoria  | 17-9 (1)  | Mohamed Ali       | Sottomissione (ghigliottina)           | ONE Championship 40: Union of Warriors         | 18 marzo 2016    | 1     | 2:38  | Yangon, Birmania    |                                                                                    |
| Vittoria  | 16-9 (1)  | Mahmoud Salama    | KO (pugni)                             | ONE Fighting Championship 17: Era of Champions | 14 giugno 2014   | 1     | 1:07  | Giacarta, Indonesia |                                                                                    |